# Seumepark (Teplice)

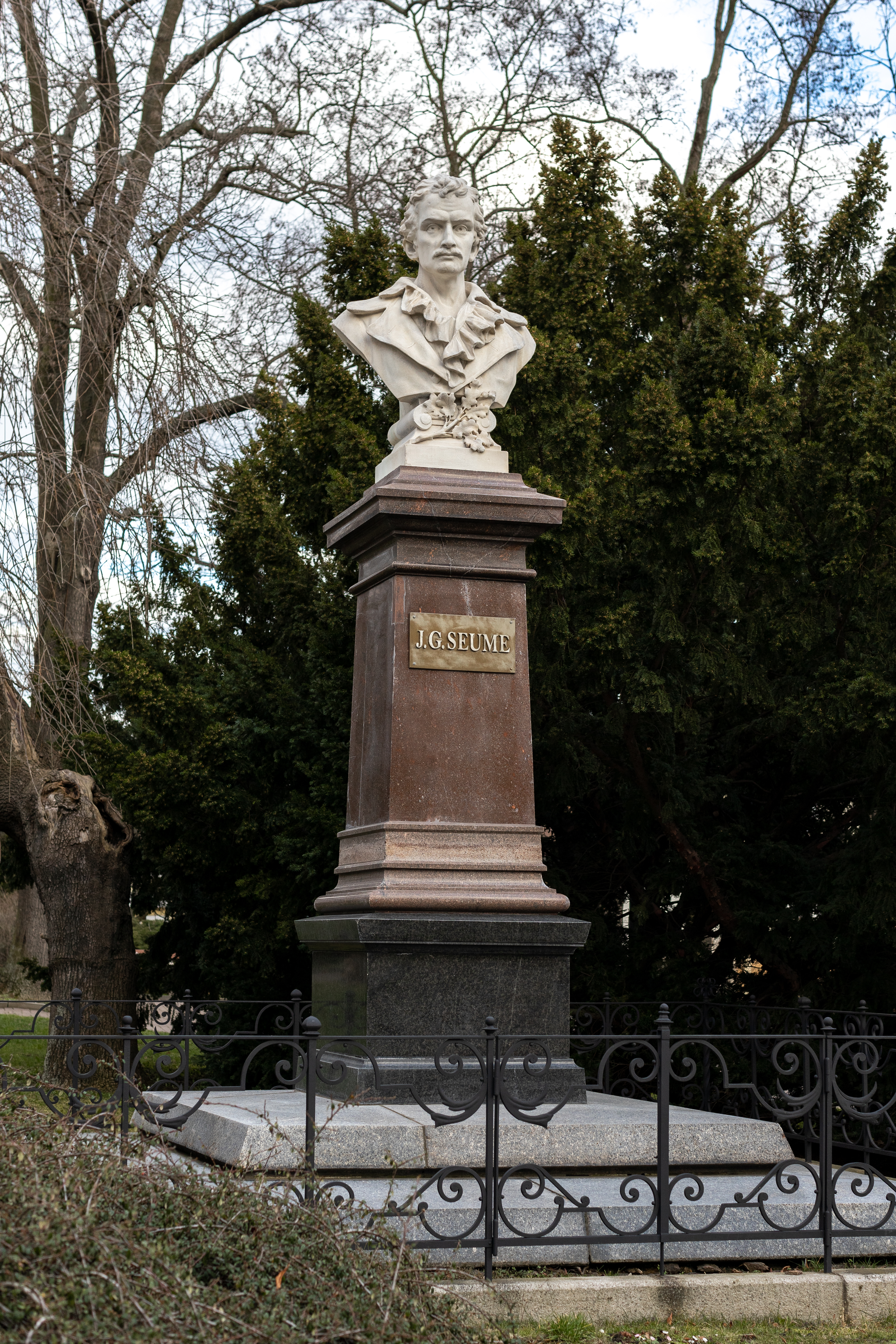
Seume-Denkmal

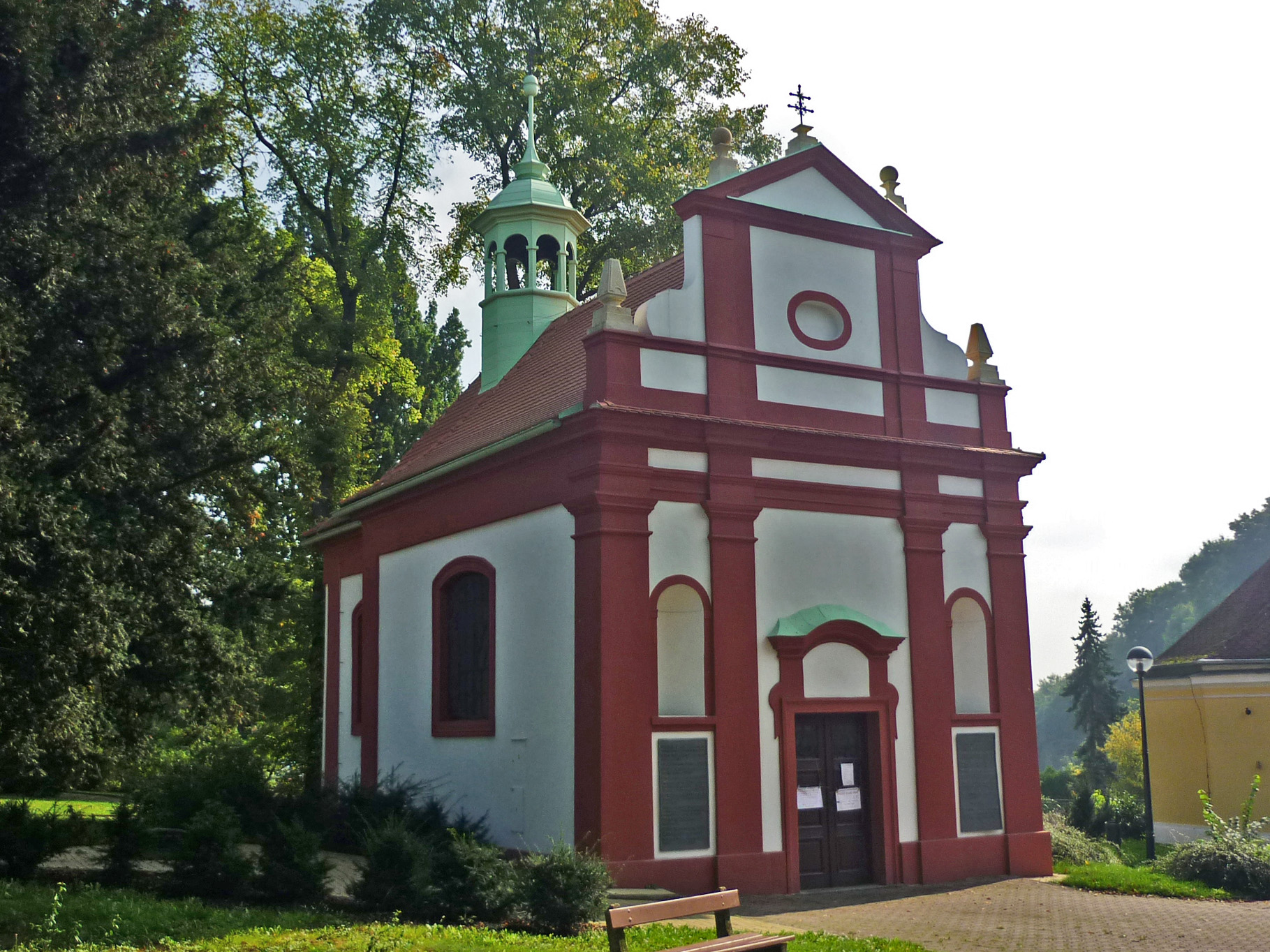
Seume-Kapelle

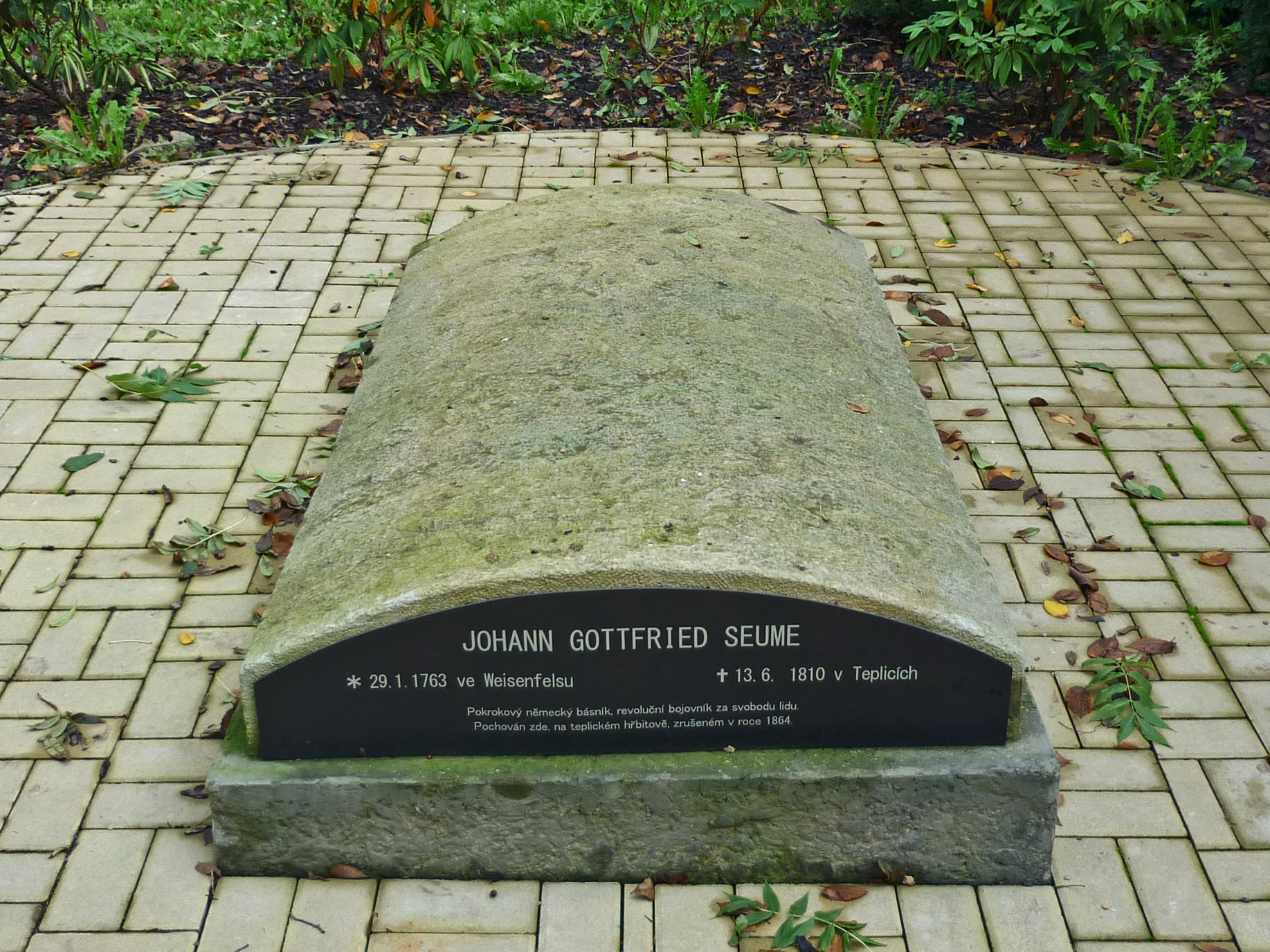
Seumegrab in Teplice

Im tschechischen Teplice (Teplitz-Schönau) im dortigen Belvedere gibt es einen Seumepark. 

## Geschichte
Er erinnert an den in Teplice 1810 gestorbenen Schriftsteller und Dichter Johann Gottfried Seume. Im Jahre 1895 wurde ein Denkmal für ihn errichtet unweit von der Stelle, wo er gestorben war. Elisabeth von der Recke, seine mütterliche Freundin, stiftete das Grabmal. Der Parkbereich war ehemals Friedhof. Es befindet sich dort auch die sogenannte Seume-Kapelle, die folglich einmal Friedhofskapelle war. Diese wurde im barocken Stil  von dem Baumeister  Christian Lagler errichtet. Die Gedächtnistafeln wurden 1913 dort angebracht. Sie gelten allerdings nicht Seume, sondern wurden anderen Persönlichkeiten gewidmet. Seumes Grabstein befindet sich ebenfalls in dem Areal. 
Der Bereich steht auf der Liste der denkmalgeschützten Objekte in Teplice.